# Kaminaljuyú

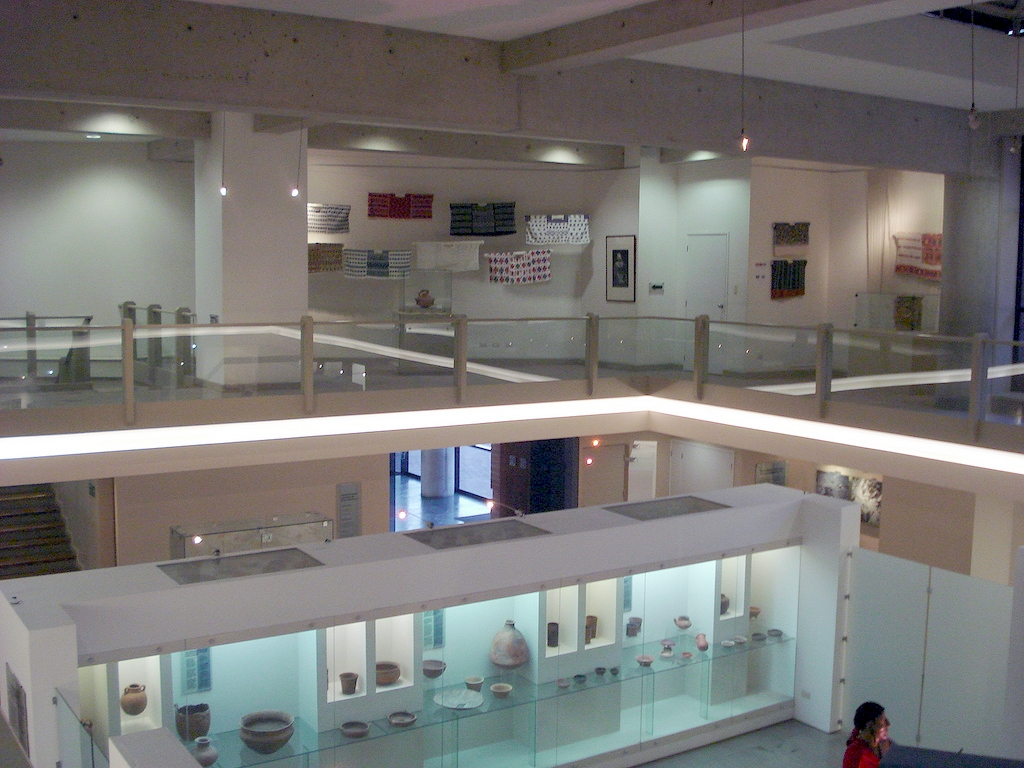
El Museo Miraflores donde se alberga los artefactos de Kaminaljuyú.

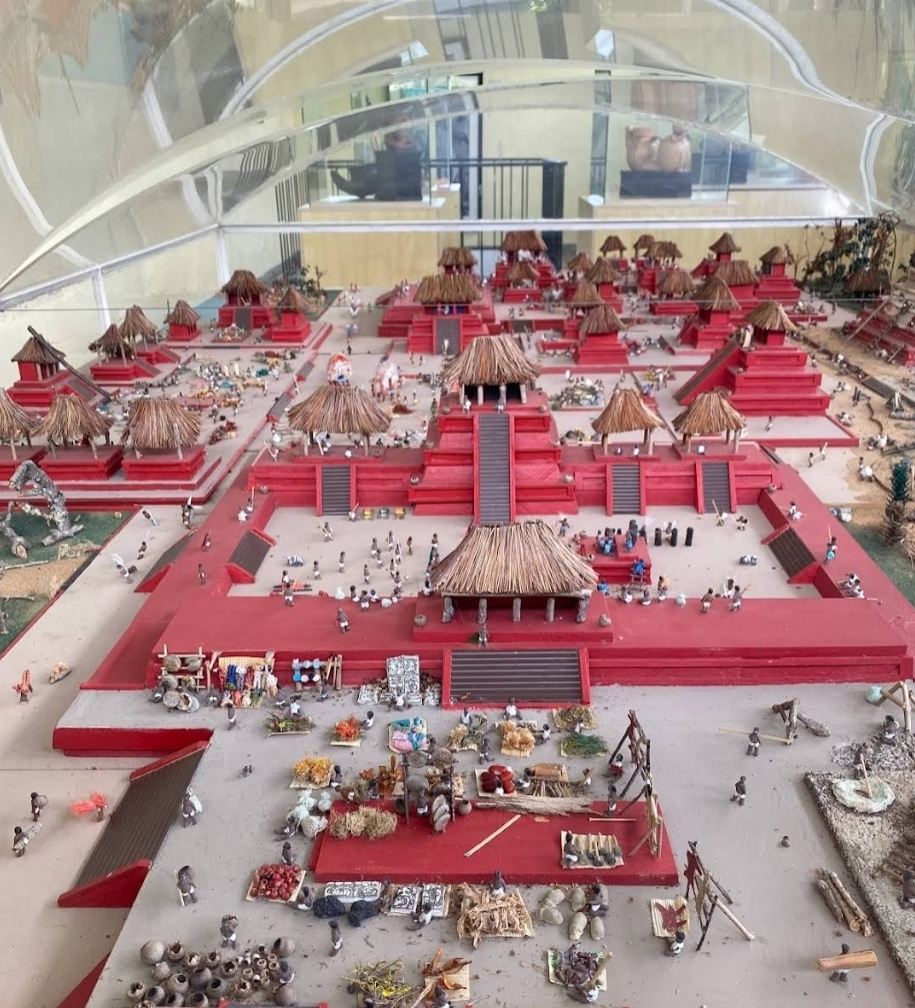
Maqueta de Kaminaljuyú.

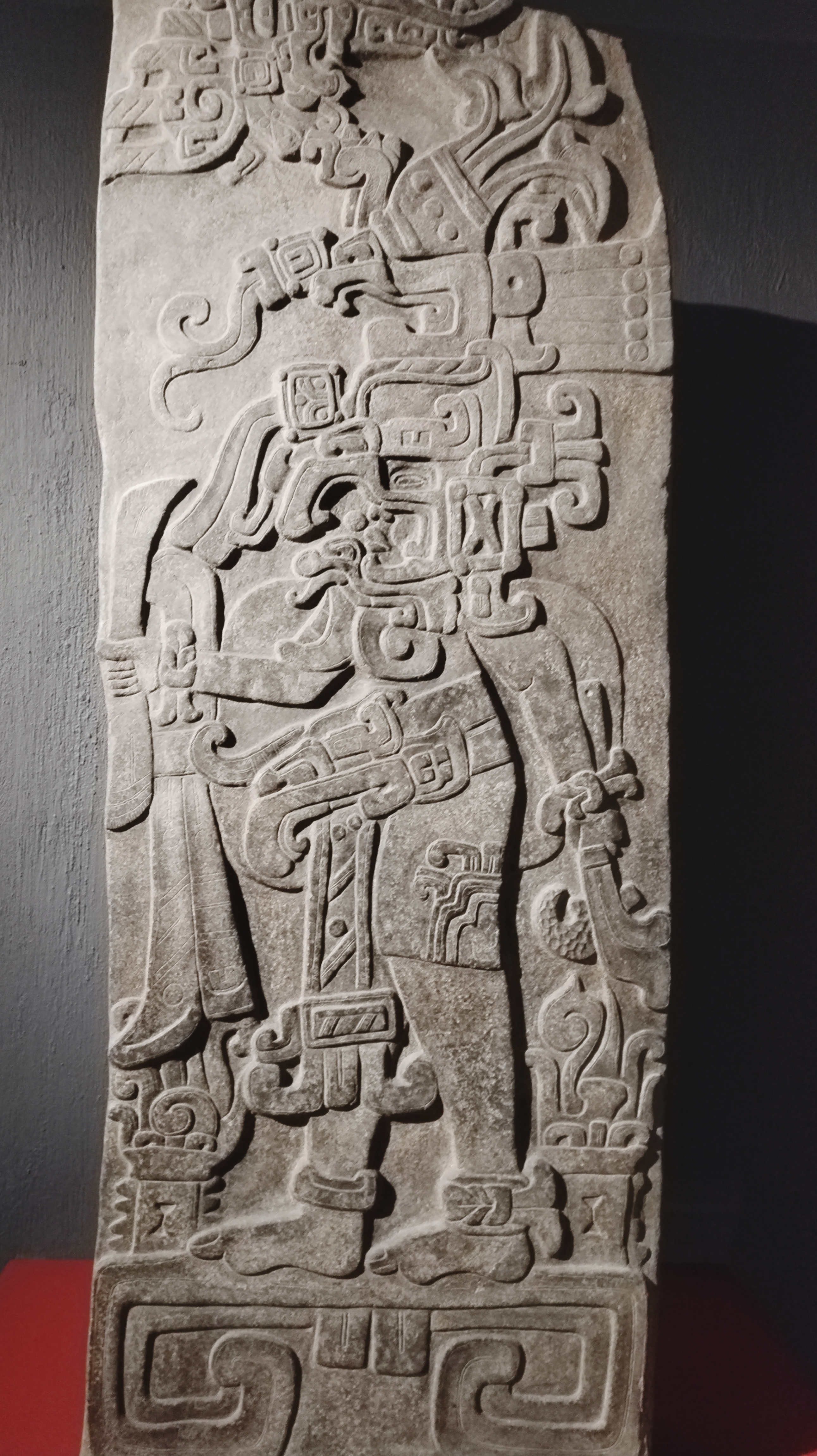
El gobernante representándose como la Deidad Ave Principal se asocia entonces así mismo con el principio del orden del mundo y el sacrificio primordial.

Kaminaljuyú (del idioma maya kaqchiquel que significa «cerro de los muertos»),  es un sitio arqueológico prehispánico de la cultura maya ubicado en las tierras bajas mayas de Guatemala a orillas del extinto Lago Miraflores, dentro del área de la actual Ciudad de Guatemala. Fue una importante urbe mesoamericana, considerada como uno de los yacimientos arqueológicos más extensos del Nuevo Mundo. Con una ocupación que se remonta hacia el 1200 a. C., hasta después del 900 d. C. El sitio simboliza el máximo esplendor demográfico, económico, social, arquitectónico y artístico de las tierras bajas mayas.  Los vestigios que persisten están en un avanzado estado de deterioro, lo que se debe tanto a su ubicación bajo las áreas urbanizadas como al uso de adobe endurecido la cual fue usada para su construcción, es un material menos resistente que la piedra caliza, comúnmente empleada en las tierras bajas mayas. Cuando Kaminaljuyú fue cartografiado científicamente por primera vez, contaba con alrededor de 200 plataformas y montículos piramidales.

## Toponimia
Kaminal Juyu fue un nombre asignado al sitio en 1936 por José Antonio Villacorta, ministro de educación en aquel tiempo, para evitar confusiones en la terminología. Previo a este momento se solía hablar de las fincas Miraflores, Arévalo, Providencia, Las Charcas o La Esperanza etc., sitios que obviamente pertenecían a un solo asentamiento: Kaminal Juyu. Varios autores han sugerido que es un vocablo k'iche' que significa "montículo de muertos" o bien tumba, debido a los diversos entierros encontrados en aquel tiempo. Sin embargo, Akkeren (2020) argumenta que no parece ser un vocablo k’iche’ -juyu versus juyub-, sino más bien una kaqchikel, pero tampoco es un vocablo en kaqchikel correcto. ‘Montículo de muerto’ o ‘entierro’, hubiera sido algo como Juyu Kaminaq, Muquj Kaminaq o Muqbal. No obstante el origen, este no fue el nombre original de la ciudad.
Akkeren argumenta, basado en evidencias iconográficas, epigráficas, etnohistóricas y de tradición oral que el nombre original de la ciudad era "Cerro de Maguey" o "Chiih Witz" en lengua poq'om.

## Historia

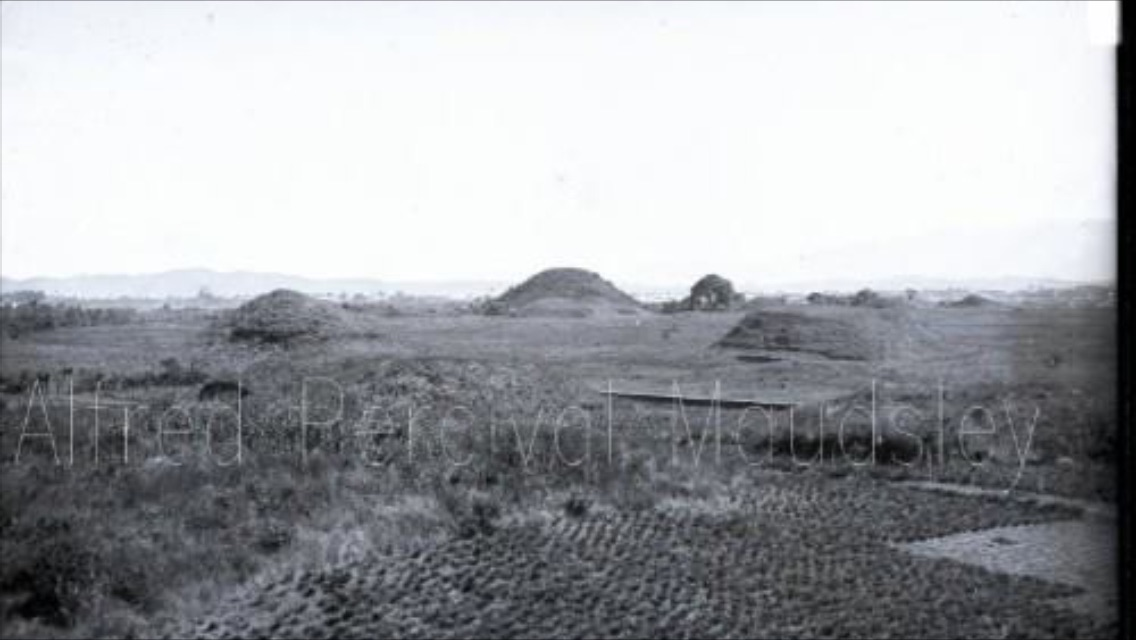
Sitio arqueológico en 1890. Fotografía de Alfred Percival Maudslay.

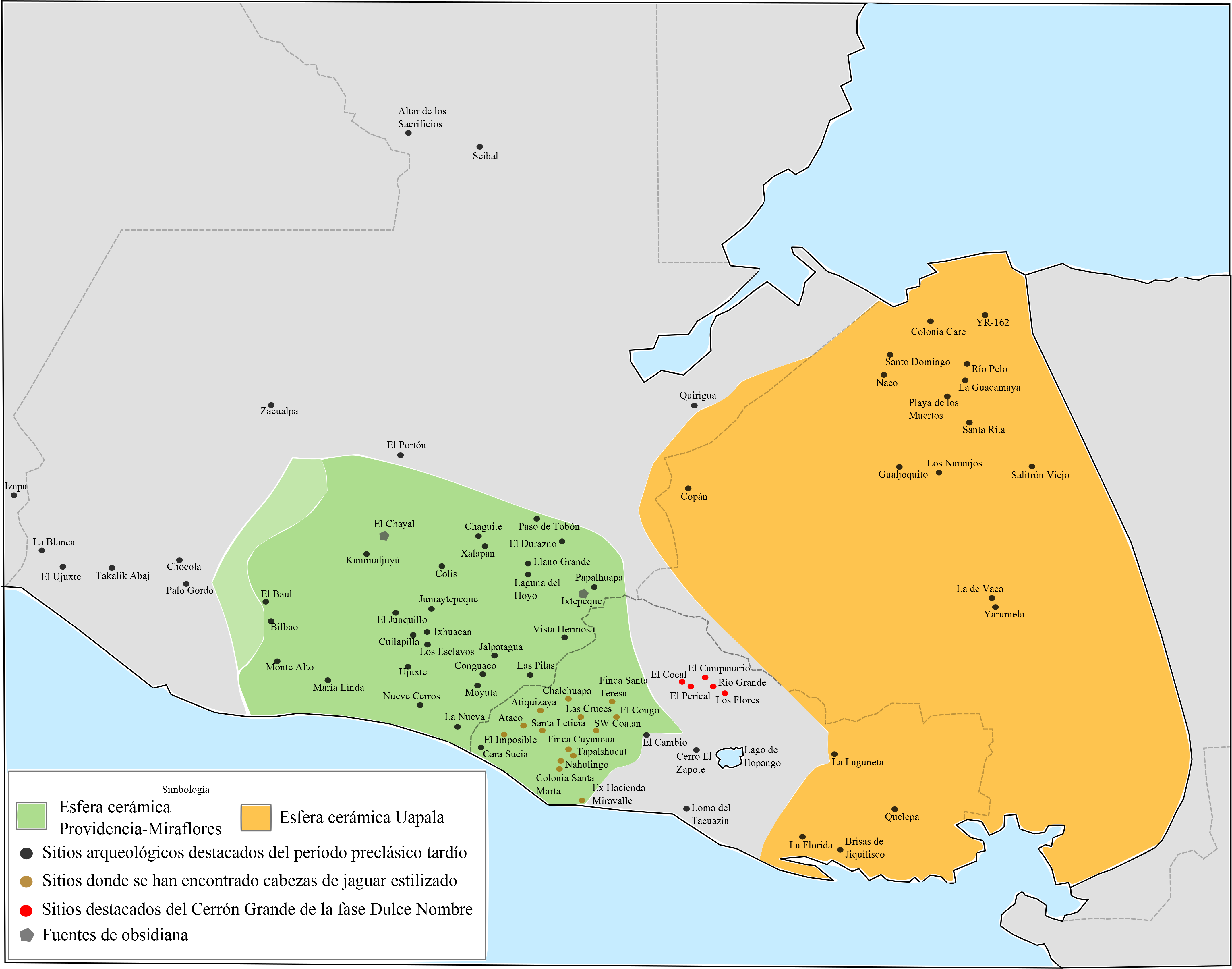
Esferas cerámicas del período preclásico tardío, en verde la esfera Providencia-Miraflores que está conectada con la cultura maya y tiene su centro en Kaminaljuyú

Kaminaljuyú es uno de los sitios mayas más antiguos, y es la zona con más larga ocupación en Mesoamérica, poblada desde alrededor del 1200 a. C. hasta alrededor del 900 d. C. En este lugar se han hecho hallazgos de cerámica, escultura, arquitectura e ingeniería maya. Las investigaciones permiten afirmar que fue un importante productor y exportador de obsidiana durante la época de esplendor maya, debido a la explotación de varias canteras cercanas como El Chayal e Ixtepeque, por su ubicación estratégica en el centro del territorio guatemalteco, se cree que era un punto importante en la ruta comercial entre la costa del Pacífico, como Chocolá, en Suchitepéquez y Takalik Abaj, en Retalhuleu y las ciudades mayas de El Petén, durante cientos de años. 
El inicio de la ocupación humana de la zona conocida como Kaminaljuyú tuvo lugar en el período Preclásico medio, contemporáneo al desarrollo de la cultura olmeca. Su época de mayor florecimiento corresponde al siguiente periodo arqueológico. Para el siglo II, Kaminaljuyú comenzaba a declinar. La ciudad recibió una fuerte influencia de Teotihuacán (ca. 400), con la que mantuvo relaciones comerciales. Algunos autores plantean la posibilidad de que Kaminaljuyú haya sido dominada militarmente por los teotihuacanos. En ese sentido, el sitio habría jugado un papel importante en el control de las rutas comerciales del sureste, que permitían a Teotihuacán mantener la hegemonía en el comercio mesoamericano de la época.

### Arquitectura hidráulica
Se han encontrado varios canales hidráulicos que estuvieron conectados al Lago Miraflores durante el periodo Preclásico antes de su extinción, y que servían para la irrigación de campos agrícolas. El canal Miraflores se originaba en la parte sur del lago, con un ancho de 3.30 m y 5.80 m de profundidad, con una sección en forma de "v". Su extremo sur conocido tuvo más de 7.60 m de ancho y 0.50 m de profundidad, y sección en forma de "u"; se calcula una longitud total entre 500 a 1000 m, construido durante el Preclásico Medio.
El canal San Jorge fue construido más o menos de forma paralela al canal Miraflores; presenta dimensiones que doblan a las del anterior, llegando a tener un ancho de 18 m y fondo de 8 m. Su longitud total llega a 1750 m. este canal funcionó con canales secundarios y cultivos intensivos en tablones. También se conoce que en este canal también funcionó un salto hidráulico para aminorar la velocidad del agua. Si para este periodo realmente existieron tablones, esto significaría que la organización laboral de los agricultores se basó en el cultivo de hortalizas y otros productos tal como se observa actualmente en el Altiplano guatemalteco.
El canal Mirador se interseca con el canal Miraflores y presenta los adelantos tecnológicos más avanzados con relación al manejo de agua en esta parte del sitio. Con un ancho de 2.60 m y una profundidad de 3 m en su parte norte, este pequeño canal termina con 1.60 m de ancho y fondo de 0.35 m. Su longitud total es de 230 m. El fechamiento ha sido problemático, por lo que tentativamente se puede inferir que se construyó a finales del Preclásico Tardío. Pero la importancia de este canal reside en su forma, ya que sus paredes presentan salientes con ángulos de 90°, lo cual se ha interpretado como un sistema de compuertas. También, su fondo presenta declives para retener sedimento en ciertos puntos. Estas peculiaridades se pueden relacionar con la escasez de agua que pudo producir el secamiento de la laguna, lo que requirió el máximo aprovechamiento de este recurso. Debido a que este canal pudo funcionar con relación a pozos de captación de agua de lluvia, se puede inferir que este canal fue diseñado con el fin de resolver problemas de cantidad de agua.

## Historia moderna
Inicialmente fue mencionado por el cronista Fuentes y Guzmán (1932) en su libro Recordación Florida. Fue reportado por Maudslay (1892) a finales del siglo XIX durante su estancia en la ciudad de Guatemala y produjo el primer sketch del asentamiento. A lo largo de los años se han ejecutados proyectos en el sitio, que actualmente está bajo la administración del Instituto de Arqueología e Historia de Guatemala.

## Localización
El lugar arqueológico se encuentra en el valle de lo que hoy es la ciudad de Guatemala, y tiene alrededor de ciento diez plataformas.  Solamente se conserva su acrópolis central, ya que una importante sección del sitio ha sido destruido por la urbanización. Una muestra de los hallazgos del sitio se encuentran en el Museo Nacional de Arqueología y Etnología de Guatemala.

## Galería

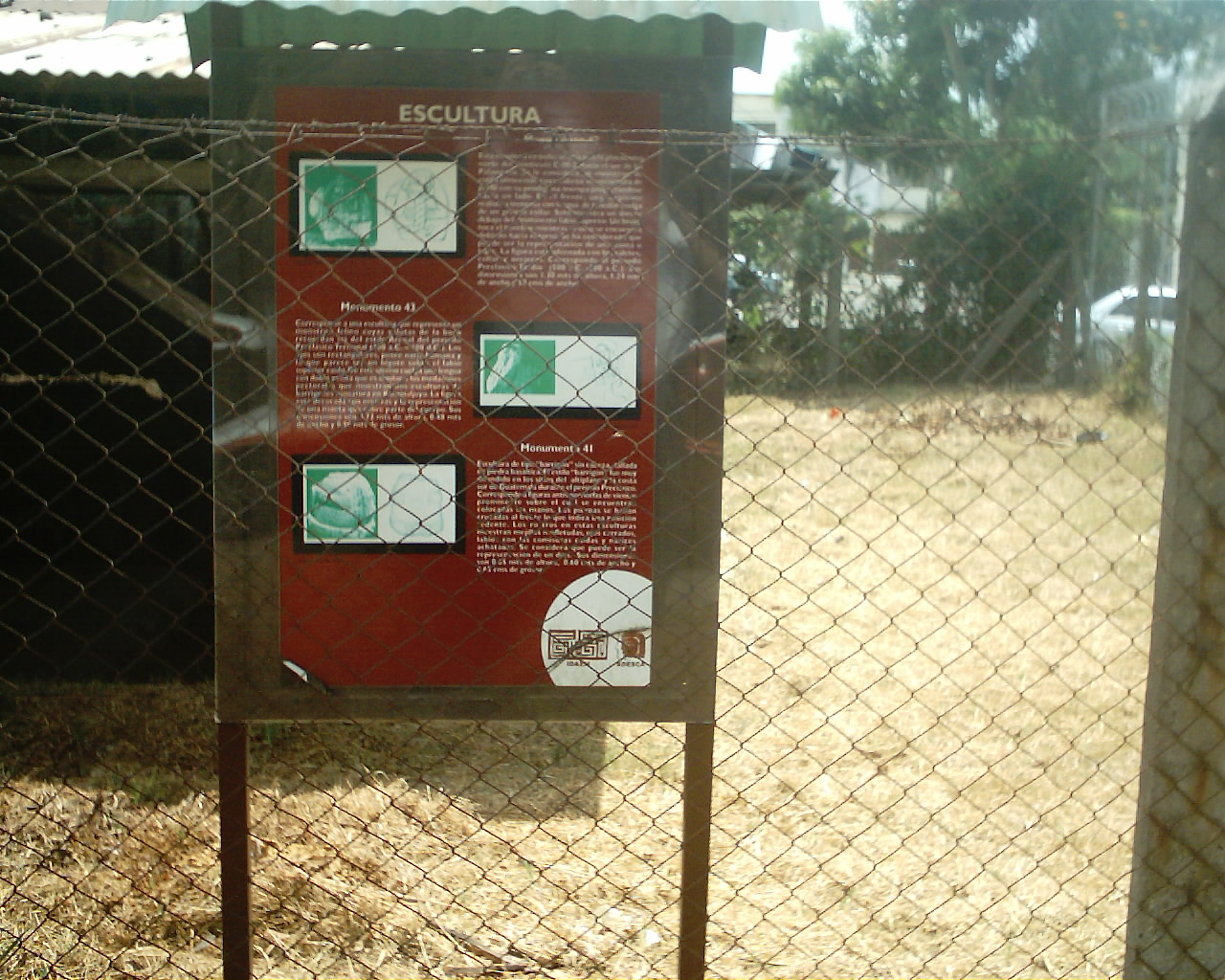
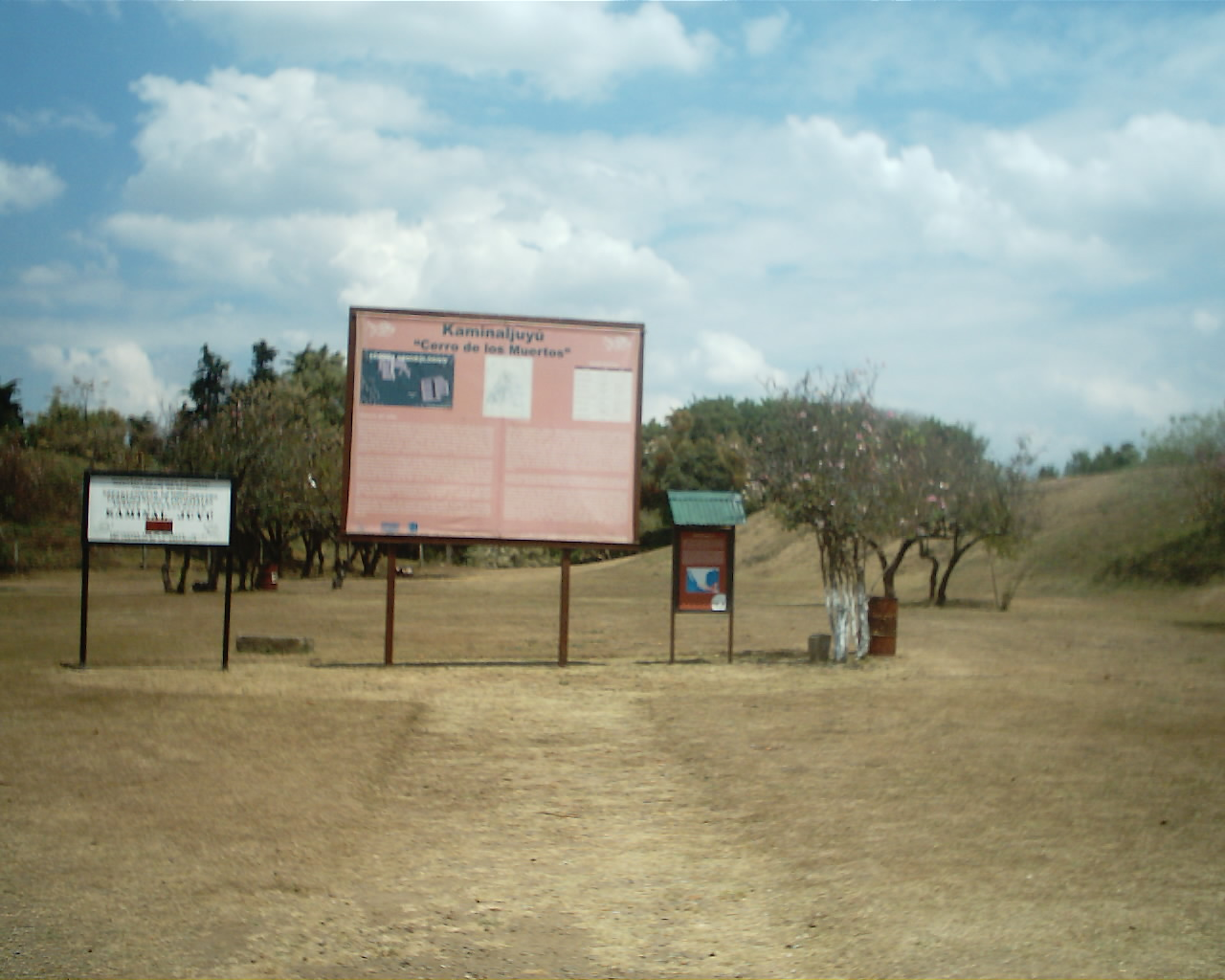
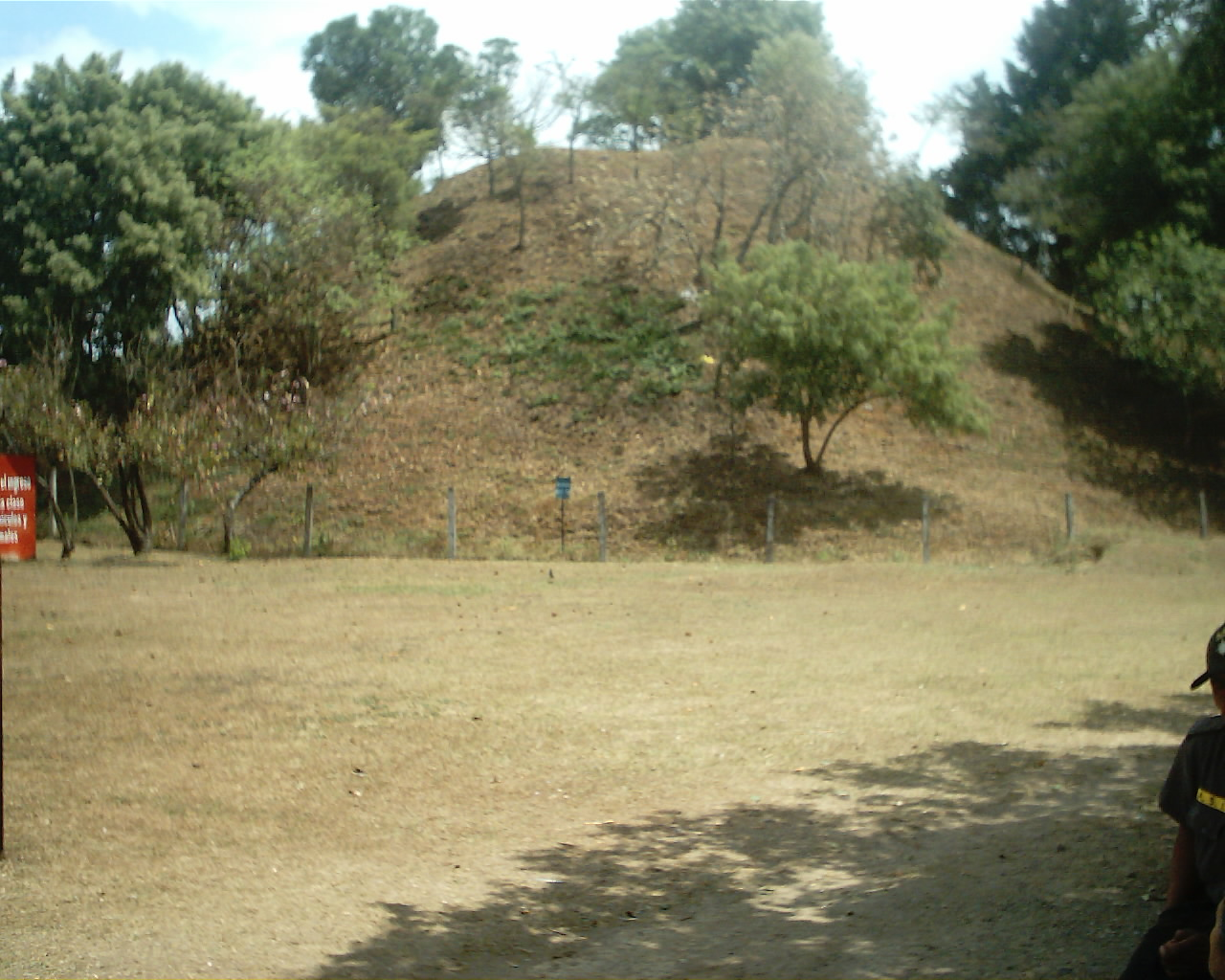
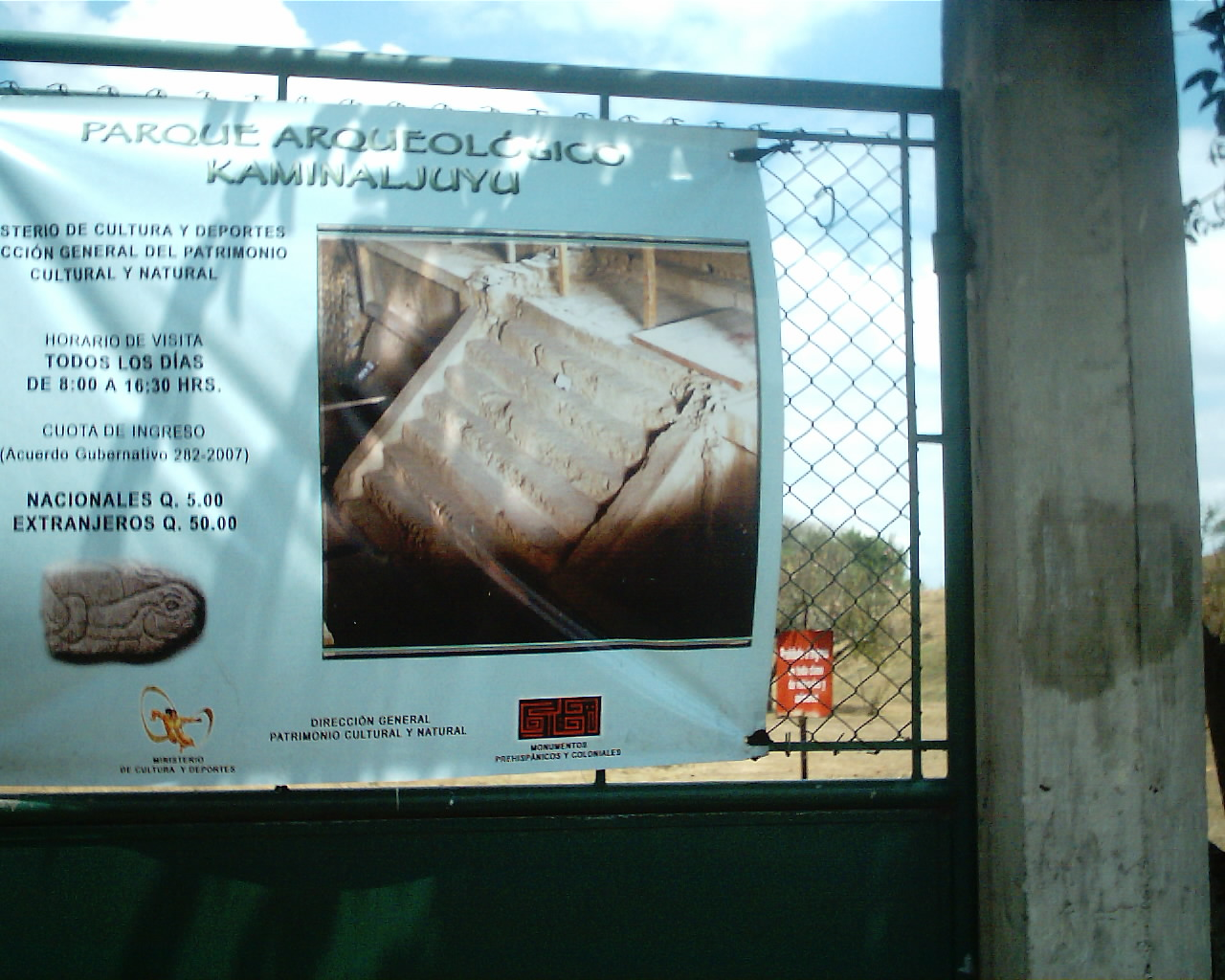